# غريفنتال
غرفنتال (بالألمانية: Gräfenthal) هي بلدة ألمانية تقع في ألمانيا في تورينغن.[بحاجة لمصدر] يقدر عدد سكانها بـ 2,674 نسمة .

## أعلام
- أوقستي لودفيغ